# 양오중학교
양오중학교(陽梧中學校)는 대한민국 경기도 남양주시 오남읍 양지리에 있는 공립 중학교이다.

## 학교 연혁
- 2005년 12월 26일 : 설립인가(30학급)
- 2006년 3월 1일 : 초대 이재선 교장 취임
- 2006년 3월 2일 : 개교 및 입학 1학년 9학급(특수 1학급 포함) 349명, 2학년 3학급 111명 전입
- 2008년 2월 14일 : 제1회 졸업식(졸업생 120명)
- 2022년 3월 1일 : 제8대 남궁춘옥 교장 취임
- 2024년 1월 5일 : 제17회 졸업식(졸업생 172명) (총 누계 3,502명)
- 2024년 3월 4일 : 제19회 입학(186명)

## 참고 자료
- 양오중학교 - 한국교육학술정보원 학교알리미